# Synagoge (Mannheim)

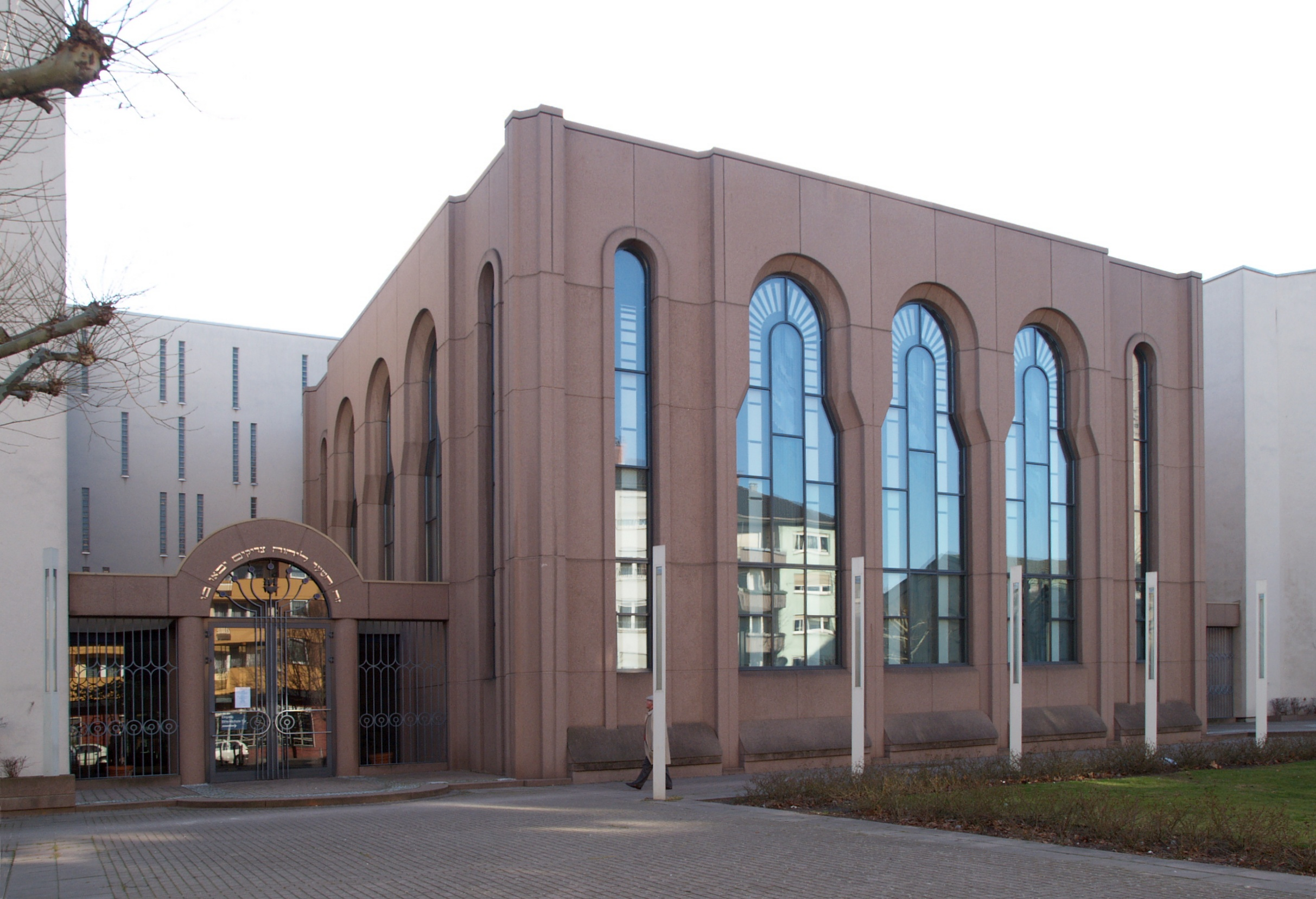
Synagoge

Die Mannheimer Synagoge ist der Nachfolgebau früherer Synagogen in Mannheim. Sie wurde von der jüdischen Gemeinde zwischen 1985 und 1987 nach den Plänen von Karl Schmucker mit dem Gemeindezentrum im Quadrat F 3 erbaut. 2025 wurde sie unter Denkmalschutz gestellt.

## Geschichte
Nach der Zerstörung der Kurpfalz im Dreißigjährigen Krieg förderte Kurfürst Karl Ludwig den Wiederaufbau Mannheims, indem um die Ansiedlung von Juden geworben wurde. Die Konzession von 1660 gestattete eine Schul, das heißt eine Synagoge, mit eigenem Rabbi. 1662 existierte nachweislich eine Synagoge, 1670 entstand ein Neubau in F 2, 13/15. Nach der Zerstörung im Pfälzischen Erbfolgekrieg wurde die neue Synagoge im Jahr 1700 am selben Standort errichtet. Nach mehreren Vergrößerungen im Laufe der Zeit wurde sie 1855 durch einen Neubau ersetzt.

Alte Hauptsynagoge, um 1855

Da es noch andere Synagogen in Mannheim gab, wie die Lemle-Moses-Klaus der Orthodoxen in F 1, 11 und eine Synagoge im später eingemeindeten Feudenheim, wurde sie Hauptsynagoge genannt. Nach den Pogromen der Nationalsozialisten und den Zerstörungen des Zweiten Weltkriegs wurde 1946 eine Synagoge im ehemaligen jüdischen Waisenhaus in R 7, 24 eingerichtet. 1957 wurde dann eine neue Synagoge in der Maximilianstraße 6 in der Oststadt gebaut.
In den 1970er Jahren wurde das Gebäude der gewachsenen Gemeinde zu klein. Im Zuge des Wiederaufbaus Mannheims schlugen die Stadtplaner der Stadtverwaltung Mannheim eine Rückkehr in die Innenstadt vor. Das Quadrat F 3 lag seit dem Zweiten Weltkrieg brach und wurde nur als Parkplatz genutzt. 1980 beauftragte der Oberrat der Israeliten Badens das Karlsruher Architekturbüro Backhaus & Brosinsky erste Pläne für eine Synagoge zu erstellen. Sie sahen ein pyramidenförmiges Gebäude mit sechseckigem Grundriss vor.
1983 wurde dann aber der Mannheimer Architekt Karl Schmucker beauftragt. Baubeginn war im Mai 1985 und nach zwei Jahren Bauzeit konnten Synagoge und Gemeindezentrum am 13. September 1987 eingeweiht werden. Im Beisein des Vorsitzenden des Zentralrats der Juden in Deutschland Werner Nachmann und des stellvertretenden baden-württembergischen Ministerpräsidenten Gerhard Weiser hielt Max Grünewald die erste Festpredigt, ehemals Mannheimer Stadtrabbiner und Präsident des Leo-Baeck-Instituts. 1992/93 wurde die Synagoge auf der Biennale von Venedig präsentiert.

## Beschreibung

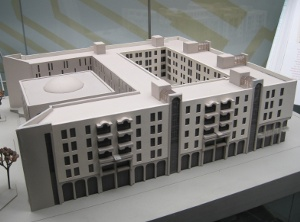
Bebauung auf F3, links die Synagoge

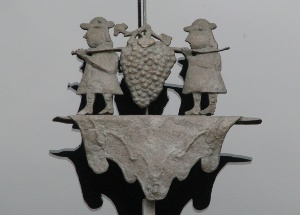
Darstellung von Josua und Kaleb über dem Eingang

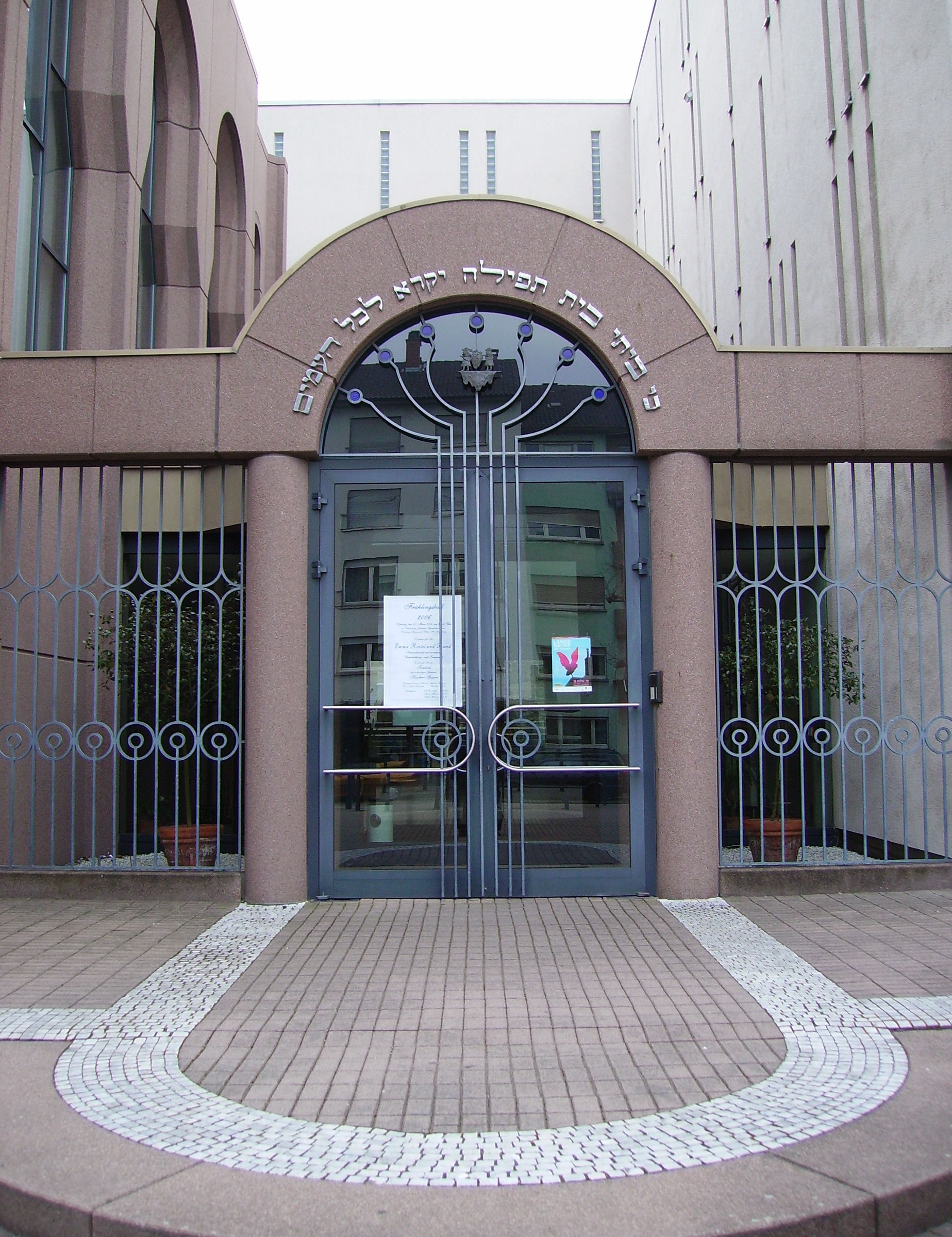
Rechtes Portal

Das Quadrat F 3 befindet sich in der westlichen Unterstadt, ein Quartier, in dem traditionell viele Mannheimer Juden wohnten. Der fünfstöckige Baukomplex orientiert sich an der in der Innenstadt üblichen Blockrandbebauung und umschließt die Synagoge hufeisenförmig. Er beinhaltet mehrere Läden, einen katholischen Kindergarten und 92 Mietwohnungen. Im Norden wurde die Bebauung zugunsten eines begrünten Platzes zurückgenommen, der 1993 nach Max Grünewald benannt wurde. Die schrägen Wände führen zur Synagoge die mit rotem Betonwerkstein verkleidet ist, der an die typischen alten Sandstein-Bauten in Mannheim erinnert.
Die Fassade ist mit fünf hohen Rundbogenfenstern gegliedert. Rechts und links befinden sich zwei Rundbogenportale. In den Oberlichtern sind Kopien einer Darstellung von Josua und Kaleb mit Traube. Nach einer Erzählung aus dem Alten Testament gehörten sie zu den Kundschaftern, die Mose von der Wüste nach Kanaan entsandte. Das Original aus getriebenem Blech befand sich in der alten Synagoge, die 1851 abgerissen wurde, und wird heute in den Reiss-Engelhorn-Museen aufbewahrt. Auf dem Bogen darüber steht links auf Hebräisch die versilberte Inschrift „Das ist das Tor des Herrn, die Gerechten werden dort einziehen“ und rechts „Denn mein Haus wird ein Bethaus heißen für alle Völker“. Die Eingänge führen in das Foyer, das die Synagoge umschließt und zu den Einrichtungen des Gemeindezentrums führt: Festsaal, Mikwe, koschere Küchen, Clubraum, Kindergarten, Schulraum, Gemeindebüro, Bibliothek, Sitzungszimmer und ein pergolaüberdachter Hof für das Laubhüttenfest. Ein von Frank Meisler mit Steinen der 1938 gesprengten Hauptsynagoge gestaltetes Mahnmal erinnert an die Opfer der Verfolgung des jüdischen Volkes.
Die Synagoge ist ein kubischer Bau, der von den hohen Fenstern an allen vier Wänden und der zentralen Kuppel bestimmt wird. Der Grundriss hat die Form eines Quadrats mit einem zentralen Almemor, dem erhöhten Platz in der Mitte zum Vorlesen aus der Tora. Damit unterscheidet sie sich von der jüdischen Bautradition in Deutschland und lehnt sich an die Jerusalemer Tradition mit zentralen Kuppelbauten an. Die umlaufende Empore bietet 98 Plätze, im Erdgeschoss befinden sich 164 Männerplätze in der Mitte und 64 Frauenplätze unter den seitlichen Emporen. Die Decke ist mit Balken gegliedert. Die flache Kuppel ist mit einer blauweißen Tapisserie der Brüder Peter und Paul Stasek ausgekleidet, die den Himmel über Jerusalem symbolisiert. Im Zentrum befindet sich ein rundes Fenster mit einem blauen Davidstern. Unter der Kuppel hängt ein Radleuchter aus Metall mit einem Durchmesser von 4,20 Metern. Die Bleiglasfenster mit ihren nach oben hin dunkler werdenden Blautönen entwarf Karl Heinz Traut. Sie wurden von Privatpersonen, Unternehmen und den beiden christlichen Kirchen gestiftet.
An der Ostwand in Richtung Jerusalem (Misrach) steht der von Frank Meisler gestaltete, 4,50 Meter hohe Toraschrein, wie der Almemor aus grauem Vogelaugenahorn. Die zwei Tafeln aus Jerusalem-Stein über dem Schrein erinnern an die von den Nationalsozialisten zerstörte Synagoge. Auf dem Bogen befindet sich auf Hebräisch die vergoldete Inschrift: „Von Zion wird ausgehen die Lehre, und das Wort des Ewigen von Jerusalem.“ Das Relief darunter zeigt die Mauern, Tore und Hügel von Jerusalem, gekrönt vom Tempel des Herodes. Auf den beiden Schiebetüren sind die Gesetzestafeln mit den Zehn Geboten, darüber zwei geschmückte Hände mit dem Kohanim-Segen. Vom selben Künstler stammt auch das Ewige Licht mit der Inschrift: „Und sie sollen mir machen ein Heiligtum, daß ich wohne in ihrer Mitte.“
Die jüdische Gemeinde Mannheim hatte (2022) nur 454 Mitglieder; eine Zahl, die erheblich unter der vor dem Holocaust liegt. Sie bietet wieder ein reges kulturelles Programm, das auch Nichtjuden offensteht.